# Cañada Real

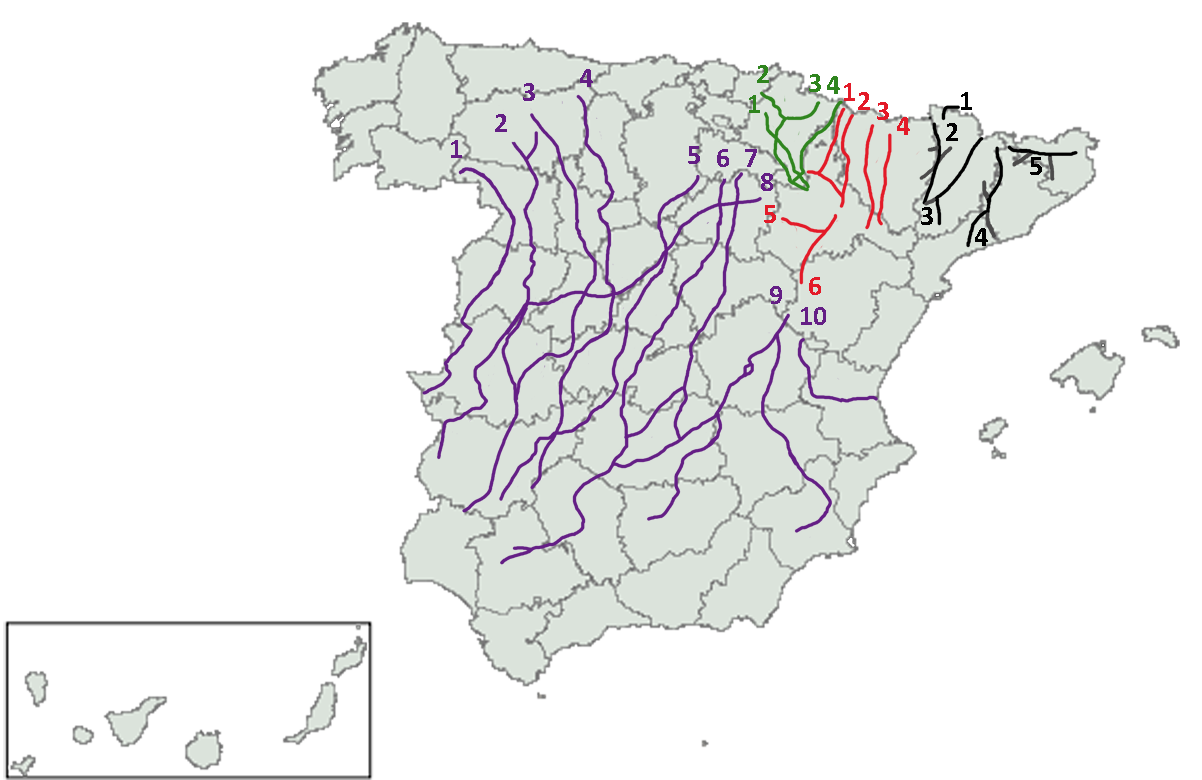
Die wichtigsten Cañadas Reales in Spanien

Als Cañadas Reales (Plural, spanisch: cañada = „Röhricht“, real = „königlich“) werden diejenigen traditionellen kastellanischen Viehtriebstrecken bezeichnet, die durch königliches Edikt von Alfons dem Weisen im Jahre 1273 geregelt wurden. Seit dem Jahr 2007 stehen die Cañadas reales (Viehtriften in der Meseta) auf einer Liste der UNESCO, die als Vorstufe einer zukünftigen Kandidatur zum UNESCO-Welterbe anzusehen ist.

## Geschichte
Bestimmte Viehtriftwege wurden seit altersher ständig im Rahmen der Transhumanz (Fernweidewirtschaft mit jahreszeitlichem Wechsel der Weidegebiete) genutzt. Das Dekret Alfons’ X. verfolgte die Regulierung, Ordnung und den Schutz bestimmter Wege, die wegen ihrer Bedeutung, Nutzung oder Lage vor möglichem Missbrauch geschützt zu werden verdienten. Auf diese Weise blieben die Cañadas reales festgeschrieben gemeinsam mit der Schaffung des Honrado Concejo de la Mesta („Ehrenwerter Rat der Mesta“).
Eine Cañada real musste eine Breite von 90 Ellen (Varas castellanas) (= 72,22 m) haben und war durch ihre sehr langen Wegstrecken charakterisiert (mehr als 500 km) mit einem Verlauf hauptsächlich von Süd nach Nord (Sommerweide) oder Nord nach Süd (Winterweide) unter Berücksichtigung der geografischen Begrenzungen. Mit der königlichen Regulierung blieb gleichfalls die Kürzung verboten, die gemeinhin die Eigentümer der angrenzenden Fincas durch Verlagerung der Grenzsteine/Wegmarken (mojón/mojones) vornahmen.

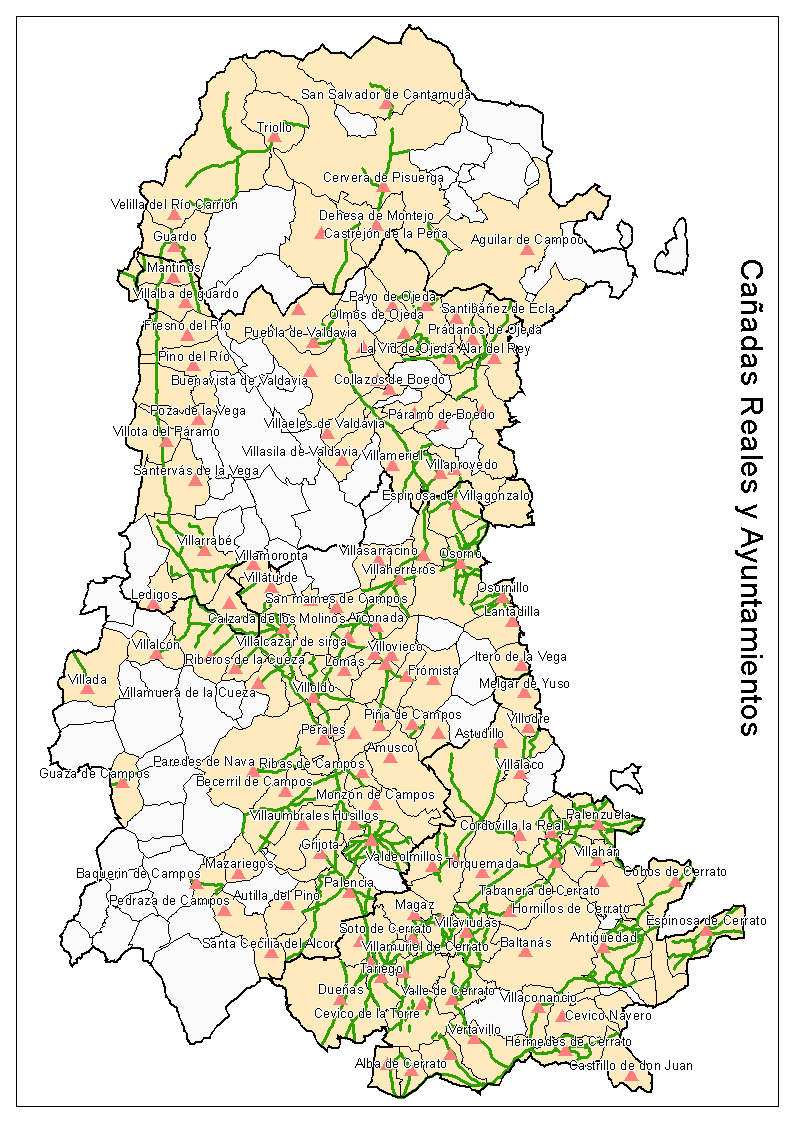
Cañadas reales und Triftwege in der Provinz Palencia

## Die Cañadas reales heute
Obgleich die meisten Cañadas in ländlicher Umgebung liegen und ihren ursprünglichen Verlauf bewahrt haben, haben sie nirgends mehr die im Jahre 1273 dekretierte Breite. Viele Cañadas reales queren oder passieren kleine Ansiedlungen, teilweise wurden auf den Wegen inzwischen Häuser gebaut. Dort, wo die Cañadas erhalten blieben, verlaufen sie beim Durchqueren von Ansiedlungen auf asphaltierten Straßen.
Der Rückgang der Viehhaltung einerseits und der Einsatz von Futtermitteln andererseits (der den Wechsel der Weiden überflüssig machte) bewirkte, dass die Cañadas kaum noch als Viehtriften genutzt wurden. Heute werden die Cañadas eher zum Wandern und Fahrradfahren genutzt denn zum Viehtrieb.

## Cañada Real Galiana
Die Cañada Real Galiana bezeichnet die Strecke zwischen La Rioja und Ciudad Real. Die Cañada Real Galiana ist in Madrid in 6 Sektoren unterteilt. Auf diesem Streifen ist die größte Informelle Siedlung Europas untergebracht; dort leben etwa 30–40.000 Einwohner, die Siedlung ist offiziell illegal. Viele Menschen leben dort, weil sie wegen persönlicher oder allgemeiner Wirtschaftskrisen die Raten für ihre Wohnungen nicht mehr bezahlen können. Die Bewohner fordern von der Stadt die Legalisierung der Siedlungen. Seit dem 2. Oktober 2020 ist die Stromversorgung der Sektoren 5 und 6 unterbrochen, was zu extremer Energiearmut für Tausende Menschen geführt hat.

## Wichtige Cañadas Reales

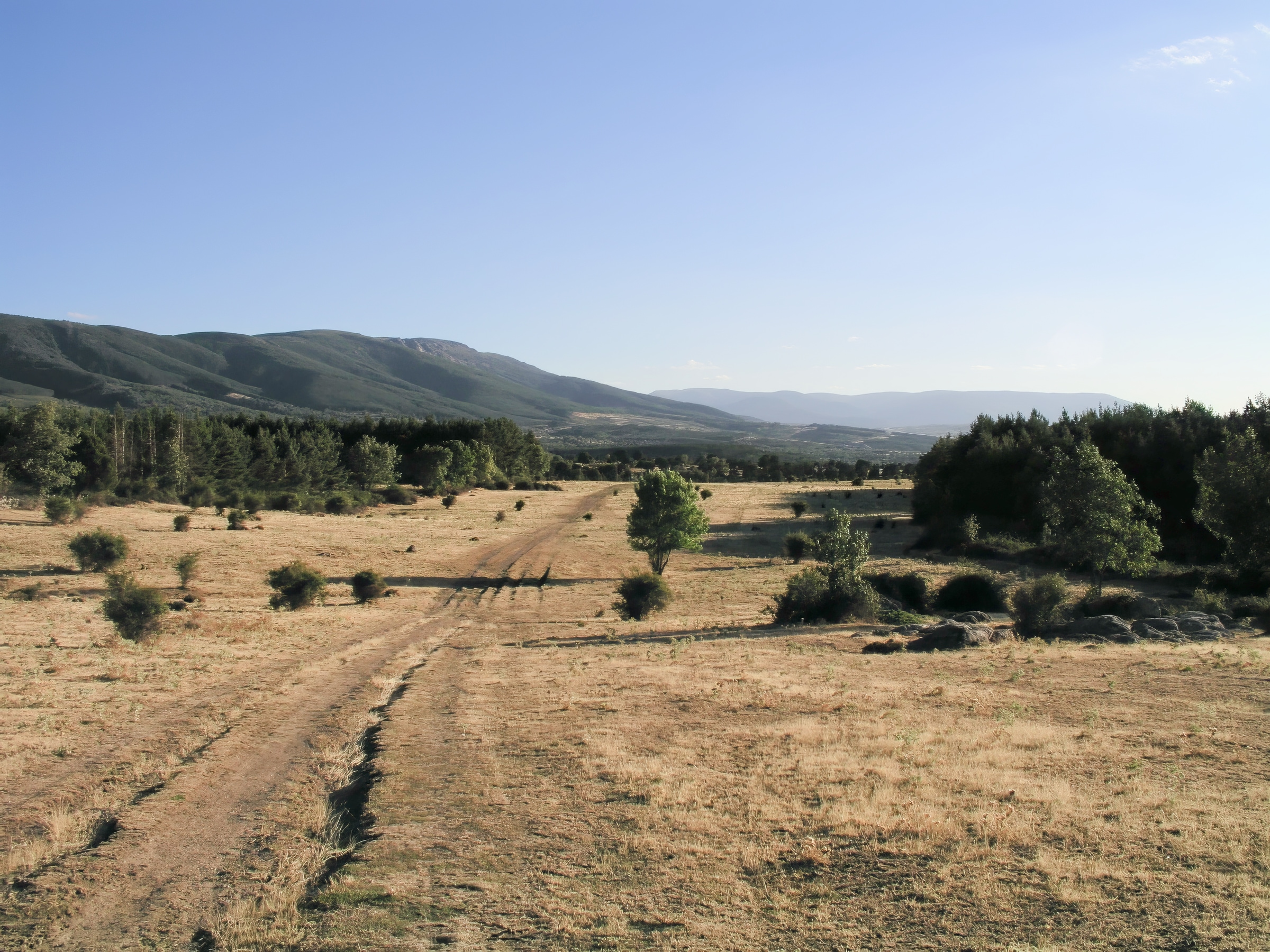
Teilabschnitt der Cañada Real Soriana Occidental

1. Cañada Real Zamorana. An der Grenze zu Portugal. Sie beginnt in den Bergen von Sanabria und endet in den Weideplätzen von Olivenza und Alburquerque in der Provinz Badajoz.
2. Cañada Real Vizana oder de la Plata. Gesamtlänge ca. 500 km. Beginnt zwischen Asturien und der Provinz León auf der Anhöhe von Viganos und endet in Trujillo.
3. Cañada Real Leonesa Occidental. Gesamtlänge ca. 700 km. Startet in der Provinz León und endet in Badajoz.
4. Cañada Real Leonesa Oriental. Gesamtlänge ca. 700 km. Beginnt in der Nähe von Riaño, kreuzt León und Palencia und quert die Provinzen Segovia, Ávila, Toledo, Cáceres  und Badajoz.
5. Cañada Real Segoviana. Gesamtlänge ca. 500 km. Beginnt in der Sierra de Neila in Burgos und endet in Granja de Torrehermosa.
6. Cañada Real Galiana (Riojana). Entspringt im Süden der Rioja und durchläuft die Provinzen Soria, Guadalajara, Madrid, Toledo und Ciudad Real.
7. Cañada Real Soriana Oriental. Gesamtlänge ca. 800 km. Beginnt in Soria und endet in Sevilla.
8. Cañada Real Soriana Occidental. Gesamtlänge ca. 700 km. Kreuzt diagonal das Zentrum nördlich der Halbinsel ausgehend von Soria und quert Segovia, Ávila, Salamanca, Cáceres bis nach Badajoz, wo sie endet.
9. Cañada Real Conquense. Läuft durch die Provinzen Cuenca, Ciudad Real und Jaén.
10. Cañada Real del Reino de Valencia. Beginnt bei der Sierra de Tragacete, durchquert Cuenca und endet in Valencia.